# Eranthemum
- Commons
- Wikispecies

Eranthemum L., segundo o Sistema APG II, é um gênero botânico da família Acanthaceae, natural da Ásia.

## Sinonímia
- Daedalacanthus T.Anderson

## Espécies
- Eranthemum acanthoides
- Eranthemum acanthophorum
- Eranthemum aciculare
- Eranthemum acuminatissimum
- «Lista completa»

## Classificação do gênero
| Sistema | Classificação                       | Referência               |
| ------- | ----------------------------------- | ------------------------ |
| Linné   | Classe Diandria, ordem Monogynia    | Species plantarum (1753) |
| APG II  | Ordem Lamiales, família Acanthaceae | APweb, versão 9, 2008    |